# Levanto
Levanto je obec v regionu Ligurie, v provincii La Spezia, v Itálii. Leží v severozápadní části země, v Janovském zálivu, na pobřeží Ligurského moře. Je součástí Italské riviéry, respektive její východní části Riviery di Levante.
Levanto leží v menším zálivu, v údolí, obklopené vrchy výškově okolo 600 m. Je vzdálené přibližně 75 km od Janova a 25 km od La Spezie.

## Historie

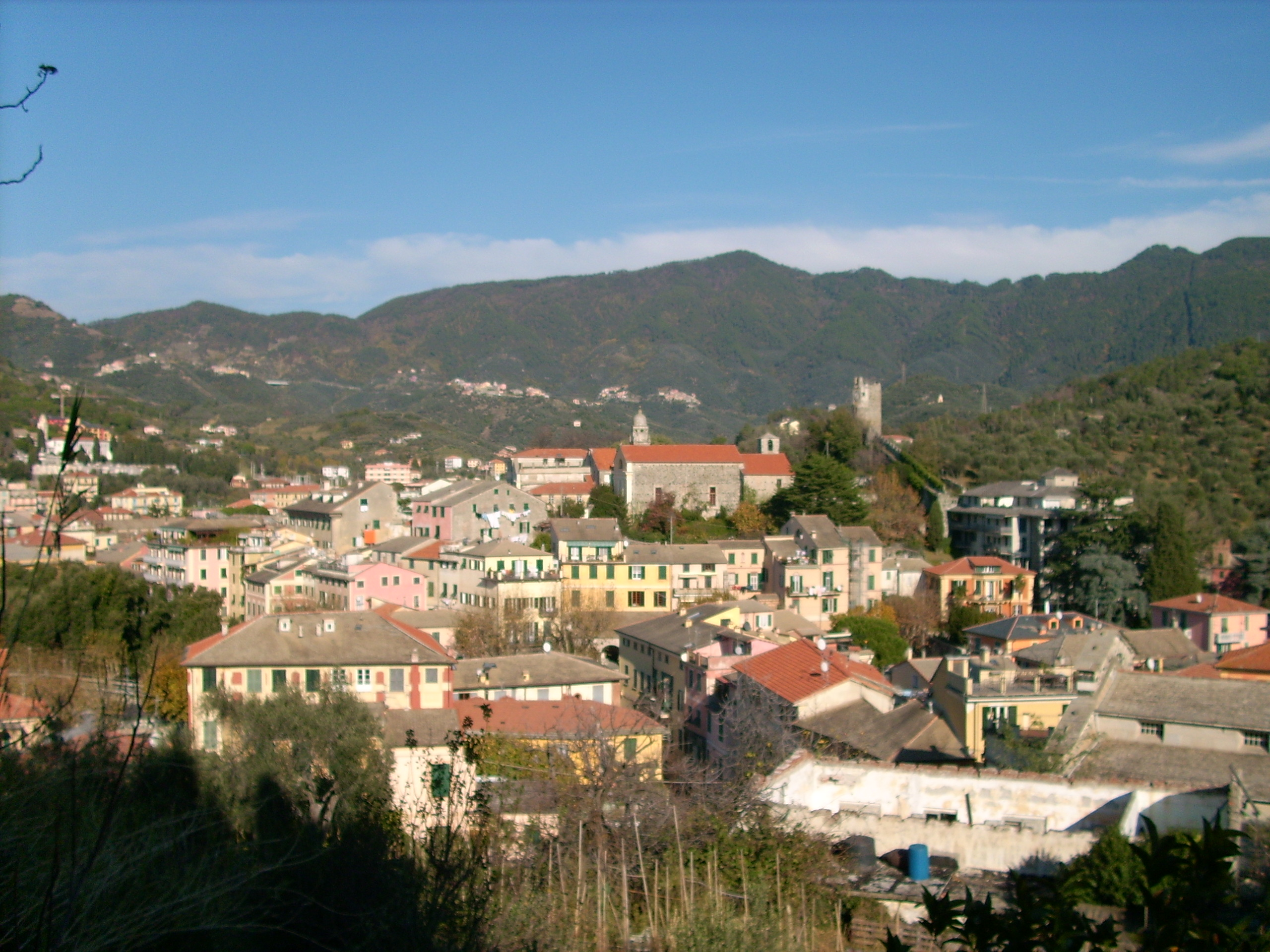
Historické centrum

Levanto bylo známé již v období Římského císařství pod jménem Ceula, jednalo se však spíše o osadu při důležité obchodní cestě Via Ligurum. V 9. století v Levantu již stála současná zvonice farního kostela San Siro, která ve své době sloužila jako strážní věž. V roce 1229 se Levanto stalo součástí Janovské republiky. V průběhu 13. století se obec začala rozšiřovat, byla známá obchodem s vlastními vypěstovanými a vyrobenými produkty - víno, olej. V 17. a 18. století Levanto zaznamenalo další stavební rozvoj, řada staveb z té doby se dochovala až do současnosti. Napoleon město dobyl a okupoval do roku 1813. V roce 1815 se stalo součástí Sardinského království a v roce 1861 Italského království.

## Město
Střed města leží okolo náměstí Piazza Cavour. V budovách bývalého kláštera klarisek nyní sídlí radnice, městská knihovna a další úřady. K hlavním ulicím náleží ještě Corso Roma a Corso Italia. Ve městě je 25 historických kostelů a kaplí, jež sloužily a slouží poutníkům při cestách do Monte Rosso al Mare, Janova či do Říma, některé byly adaptovány pro kulturní účely.

## Památky
- Středověký hrad Castello di Levanto, založený roku 1165, přestavovaný ve 13. a 15. století; dochovala se jeho citadela s bastiony a kasematy
- Válcová hodinová věž při bývalé městské bráně s částí zdi městského opevnění
- Kostel Sant'Andrea (sv. Ondřeje), trojlodní gotická bazilika s charakteristickou pruhovanou fasádou, která je obložena bílými mramorovými a šedými serpentinitovými deskami; významná stavba ligurské gotiky; byla založená roku 1222, v průběhu 15. století rozšířená
- Kostel Santissima Annunziata (Zvěstování P. Marie) s klášterem františkánů z poloviny 15. století; raně barokní přestavba z roku 1605 a oltářní obrazy, mj. Bernardo Strozzi: Zázrak sv. Didaka z Alcantary
- Klášter klarisek, Monastero delle Clarisse, založený roku 1605, dokončený v průběhu 17. století, v 19. století adaptovaný pro městské instituce
- Loggia comunale di Levanto, stavba lodžie bývalého soudu ze 13. století, v 16. století přestavovaná
- Dům Casa Restani, obchodní budova ze 13. a 14. století, adaptovaná v 19. století
- Villa Agnelli, vila z počátku 20. století se zahradami a výhledem na moře[5]

### Fotogalerie

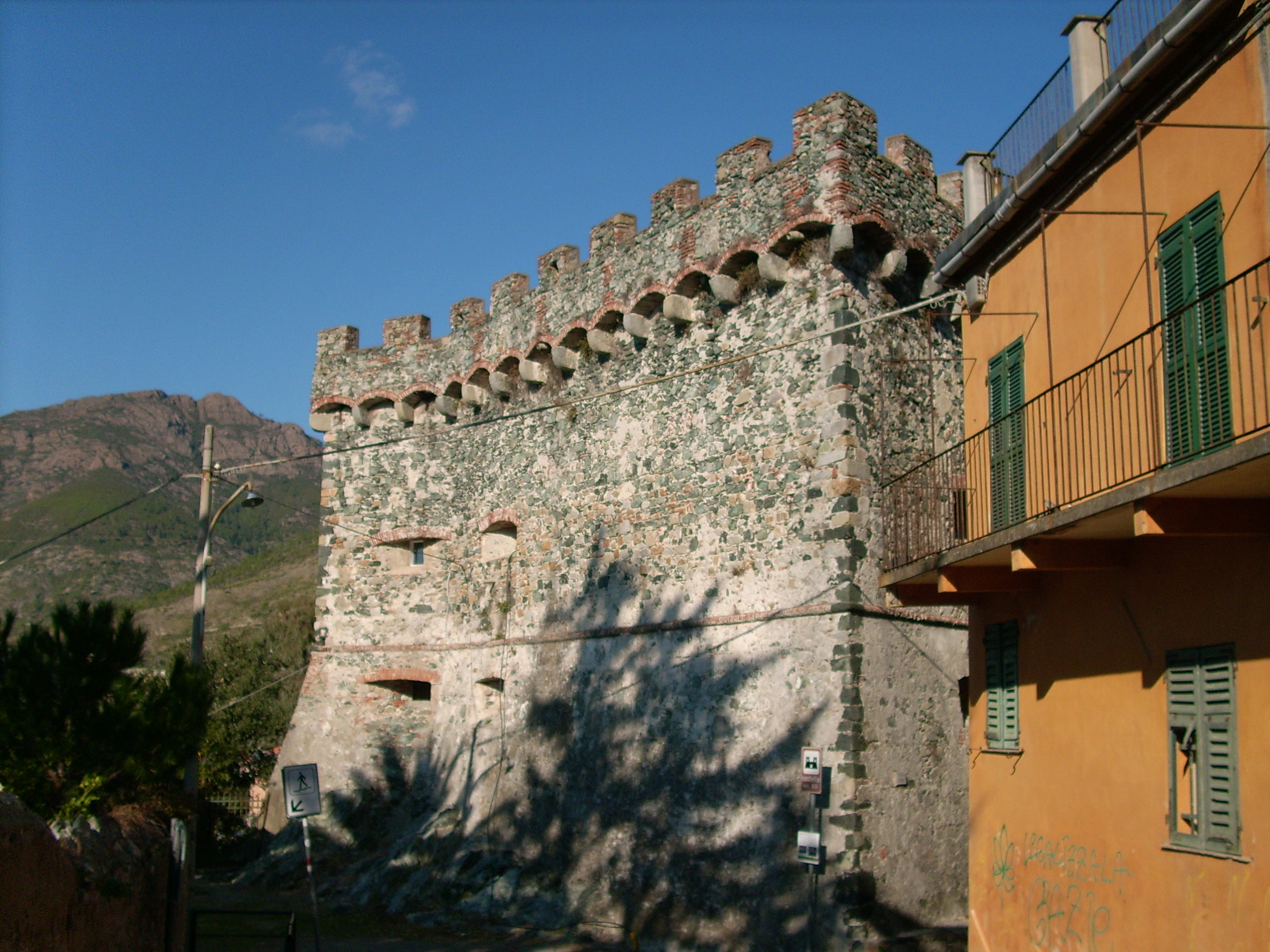
Hrad - citadela
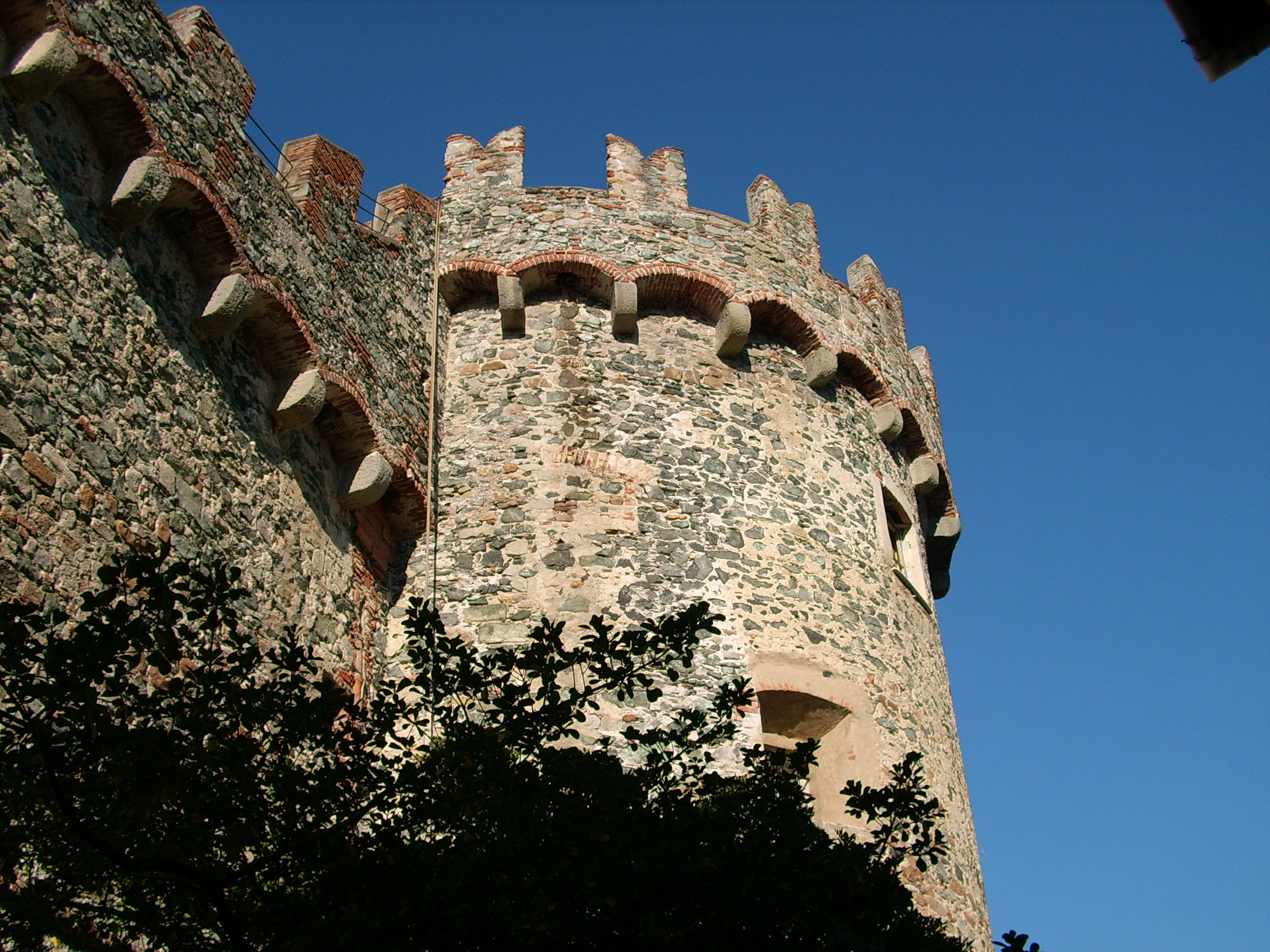
Ochoz hradu
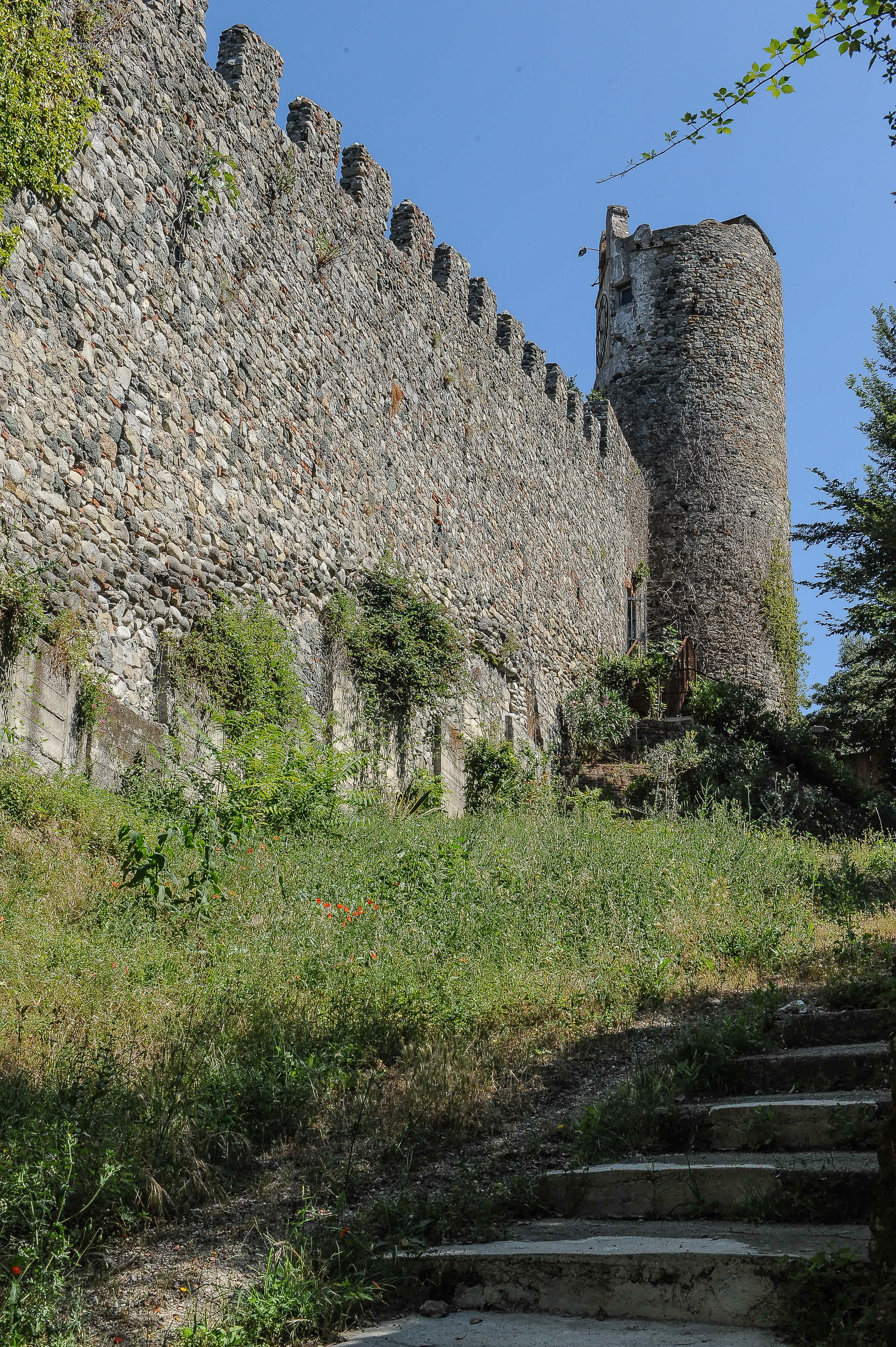
Hodinová věž
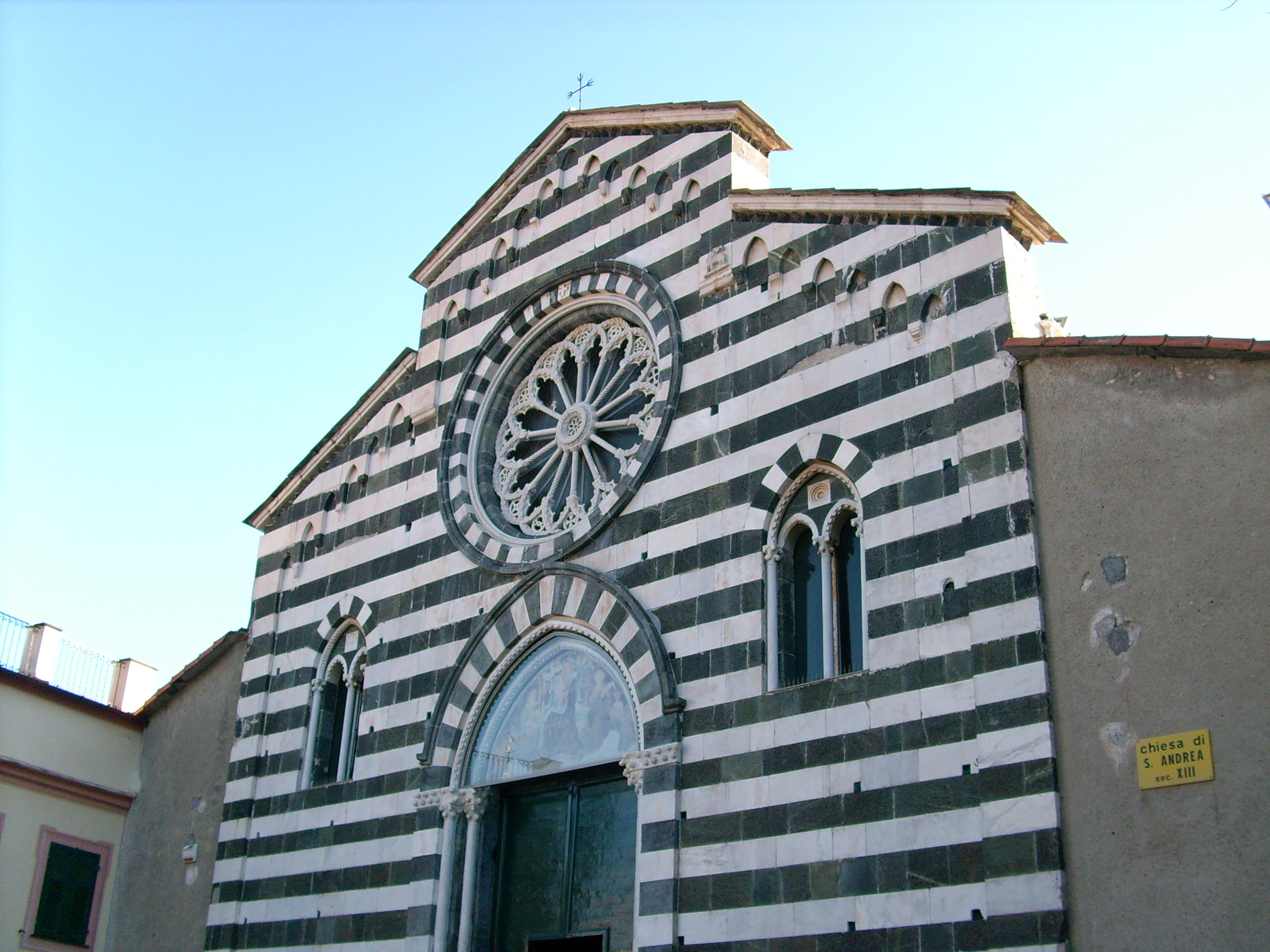
kostel Sant'Andrea
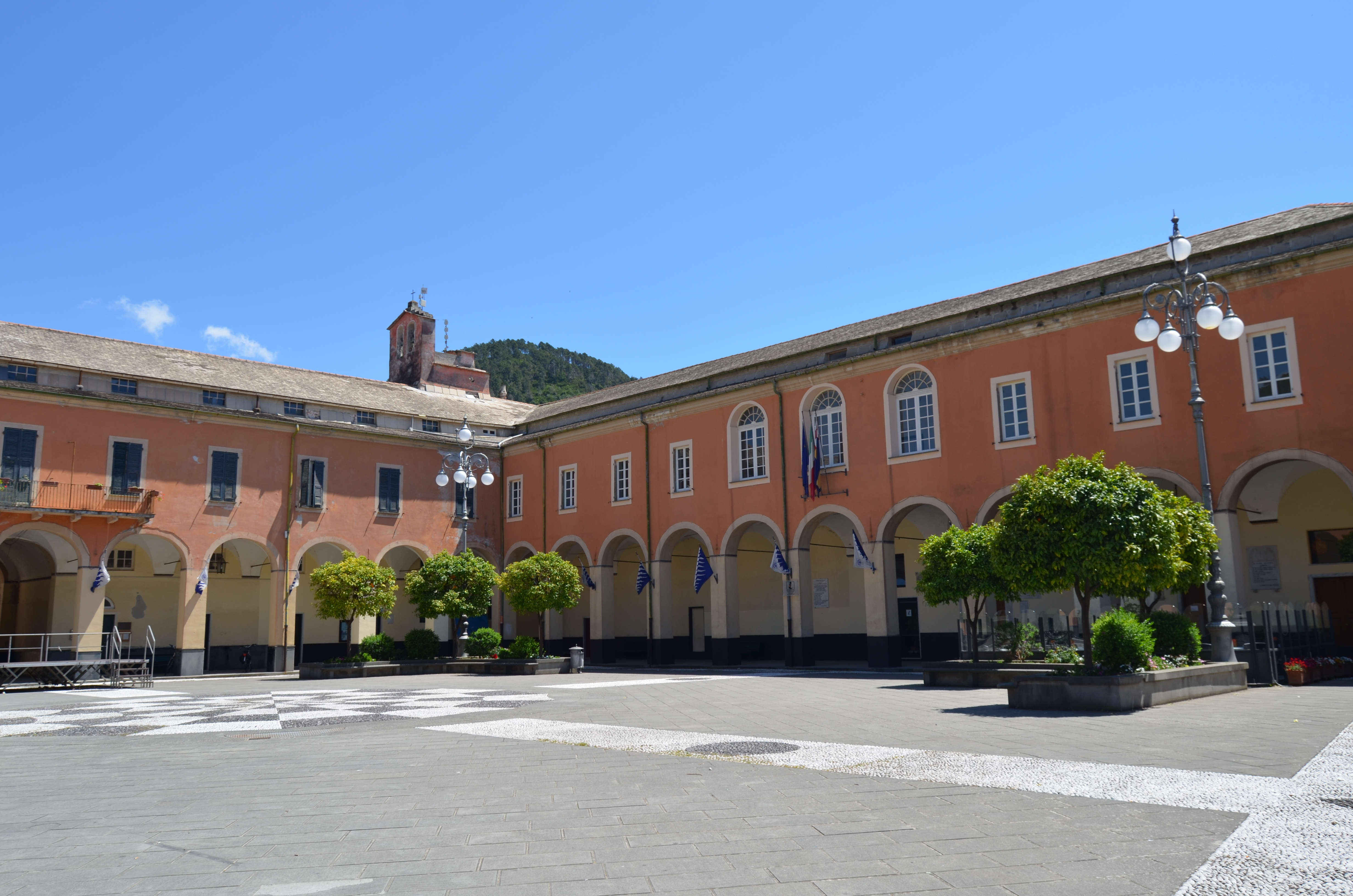
Radnice (Klarisky)
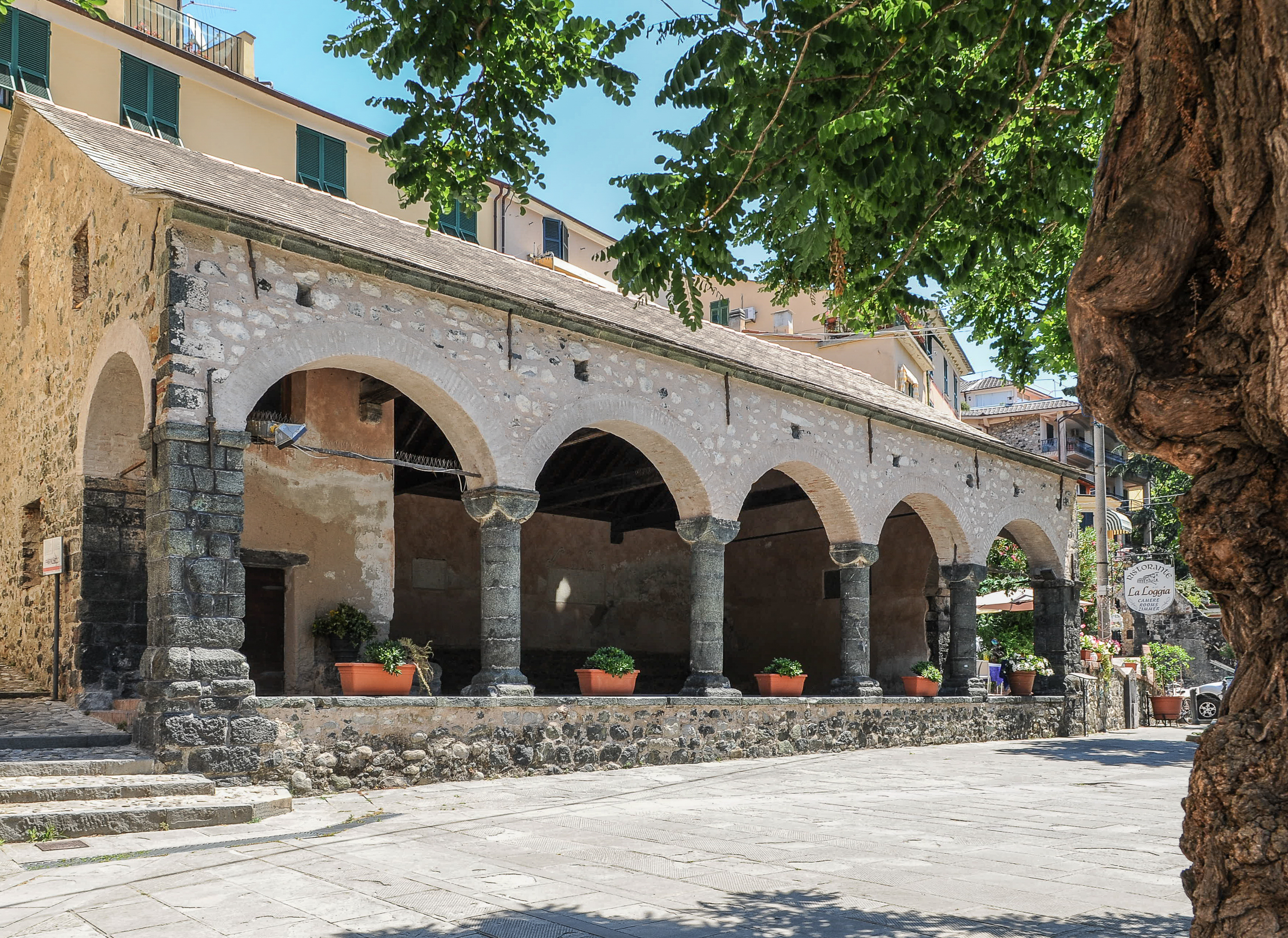
Lodžie
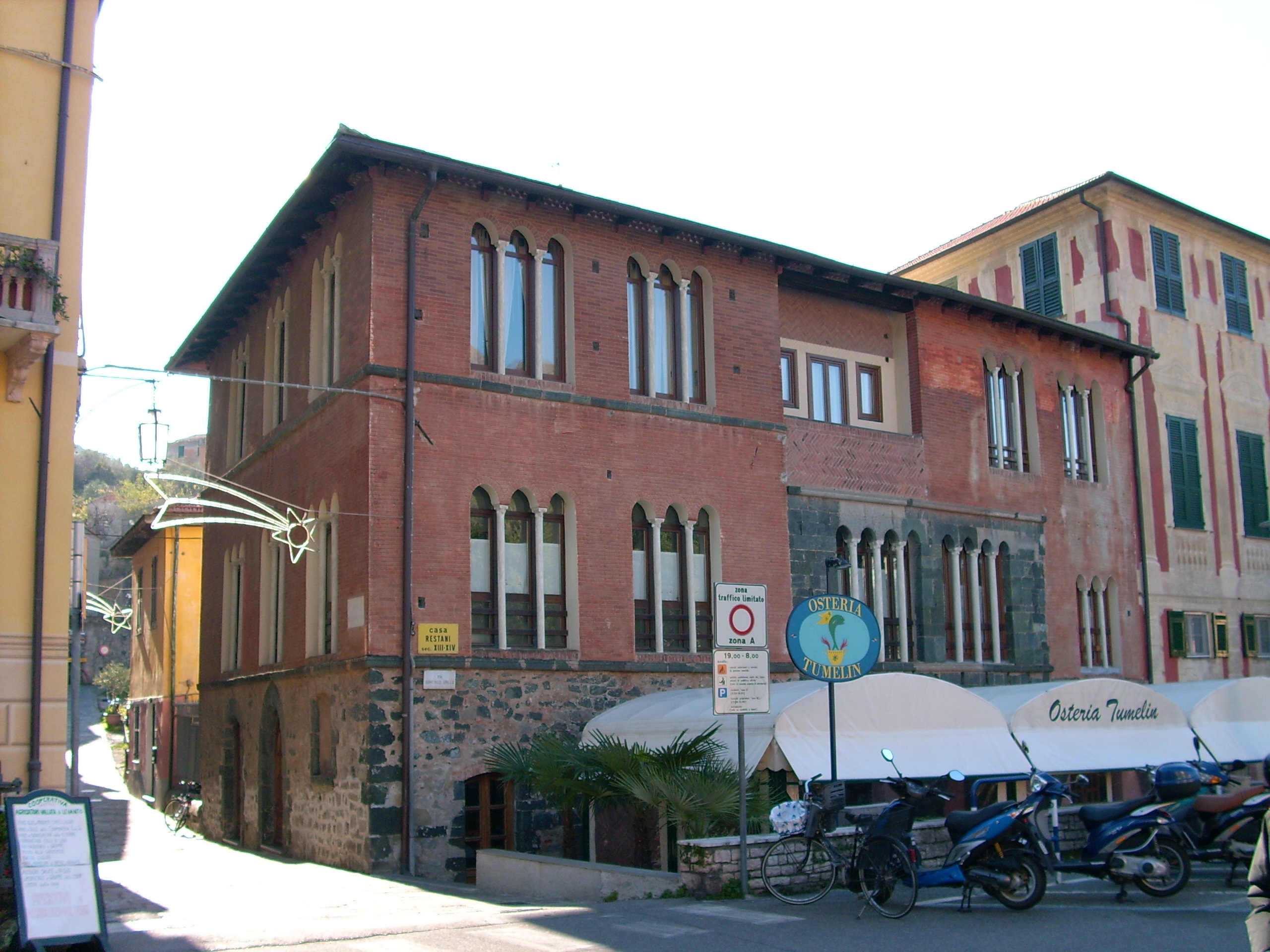
Casa Restani
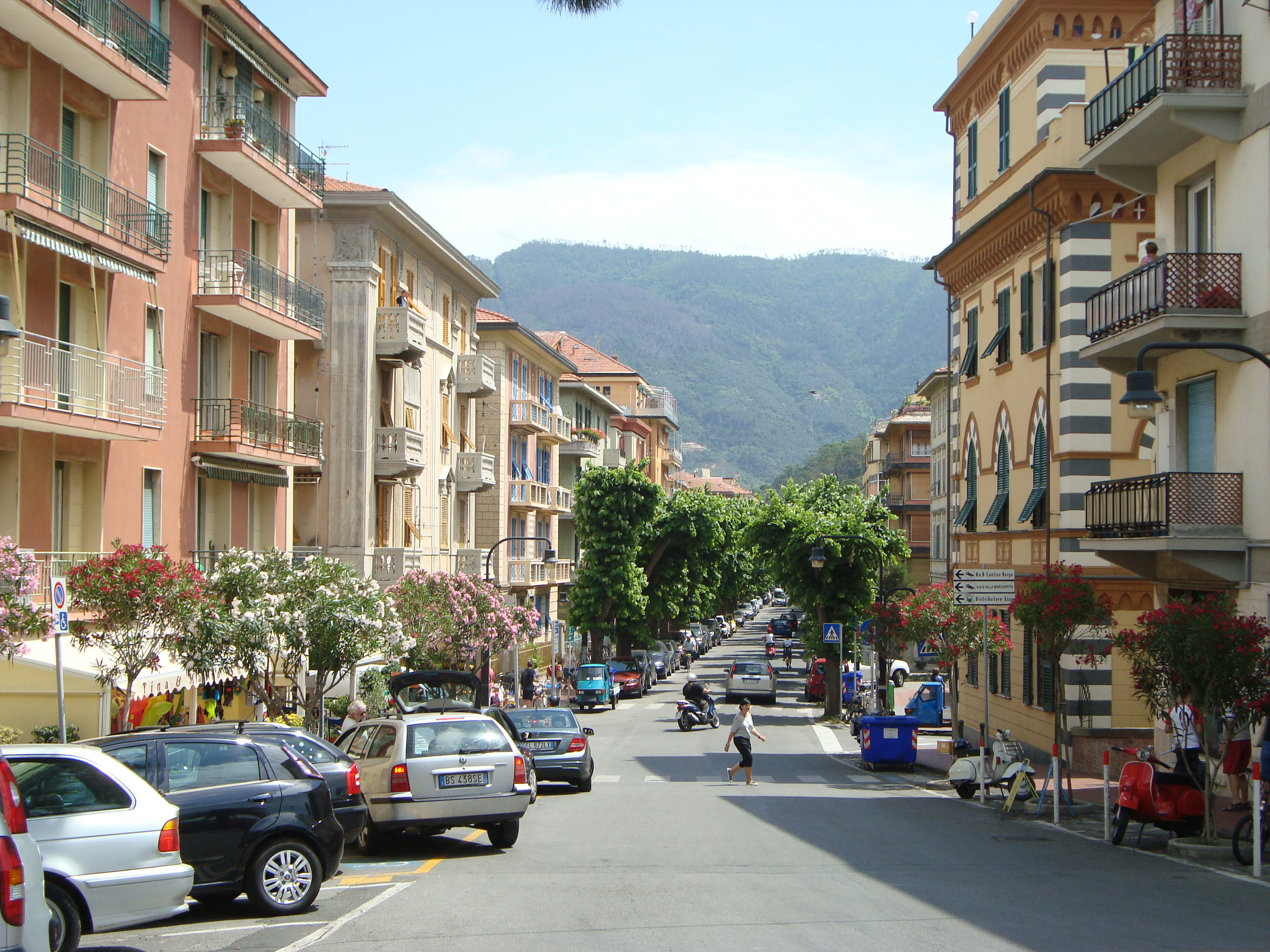
Corso Roma